# العزازنة (الدقهلية)
قرية العزازنة هي إحدى القرى التابعة لمركز دكرنس في محافظة الدقهلية في جمهورية مصر العربية. حسب إحصاءات سنة 2006، بلغ إجمالي السكان في العزازنة 3837 نسمة، منهم 1902 رجل و1935 امرأة.

## التاريخ
قرية العزازنة من القرى القديمة، حيث وردت باسم «كفر القليوبية الأكراد» في أعمال الدقهلية والمرتاحية ضمن قرى الروك الناصري التي أحصاها ابن الجيعان في كتاب «التحفة السنية بأسماء البلاد المصرية». وفي العصر العثماني وردت باسم «كفر القليوبية الأكراد» في التربيع العثماني الذي أجراه الوالي العثماني سليمان باشا الخادم في عصر السلطان العثماني سليمان القانوني ضمن قرى ولاية الدقهلية، وفي تاريخ 1228هـ/1813م الذي عدّ قرى مصر بعد المسح الذي قام به محمد علي باشا باسم «كفر القليوبية الأكراد» ضمن قرى مديرية الدقهلية. وفي سنة 1292هـ/1875م، تغيّر الاسم إلى العزازنة.